# Червичешти-Деал (Ботошани)
Червичешти-Деал (рум. Cervicești-Deal) насеље је у Румунији у округу Ботошани у општини Михај Еминеску. Oпштина се налази на надморској висини од 164 m.

## Становништво
Према подацима из 2002. године у насељу је живело 11 становника, од којих су сви румунске националности.